# Canton d'Issoire
Le canton d'Issoire est une circonscription électorale française située dans le département du Puy-de-Dôme en région d'Auvergne-Rhône-Alpes.
À la suite du redécoupage cantonal de 2014, les limites territoriales du canton sont remaniées. Le nombre de communes du canton passe de 16 à 11, puis 10.

## Géographie
Dans ses limites administratives en vigueur avant le redécoupage du canton, ce canton est organisé autour d'Issoire dans l'arrondissement d'Issoire. Son altitude varie de 340 m (Coudes) à 946 m (Vodable) pour une altitude moyenne de 468 m.

## Histoire
Les redécoupages des arrondissements intervenus en 1926 et 1942 n'ont pas affecté le canton d'Issoire.
Le redécoupage des cantons du Puy-de-Dôme, appliqué le 25 février 2014 par décret, modifie le périmètre de ce canton :
- Aulhat-Saint-Privat, Le Broc, Flat, Issoire, Meilhaud, Orbeil, Pardines, Perrier, Saint-Babel et Saint-Yvoine restent dans le canton d'Issoire ;
- Brenat intègre le canton d'Issoire ;
- Bergonne quitte le canton pour être intégré au nouveau canton de Brassac-les-Mines ;
- Solignat et Vodable quittent le canton pour être intégrés au nouveau canton du Sancy ;
- Coudes, Montpeyroux et Sauvagnat-Sainte-Marthe quittent le canton pour être intégrés au canton de Vic-le-Comte.

À l'issue de ce redécoupage, le canton comprend désormais 11 communes.
À la suite de la création dans le Puy-de-Dôme, à partir de 2015, de plusieurs communes nouvelles, la liste des communes de plusieurs cantons est actualisée par un décret du 7 novembre 2019. Ce canton compte dès lors 10 communes.

## Représentation

### Conseillers généraux de 1833 à 2015
| Période          | Période                               | Identité                                  | Étiquette                   | Qualité |
| ---------------- | ------------------------------------- | ----------------------------------------- | --------------------------- | --- |
| 1833             | 1834 (décès)                          | Bertrand Chomette                         |                             | Maire d'Issoire (1819-1831) |
| 1834             | 1847 (nommé conseiller de Préfecture) | Guillaume-Marie Triozon-Bayle (1792-1874) |                             | Avoué, maire d'Issoire (1831-1847), conseiller d'arrondissement |
| 1848             | 1862                                  | François Jean Amédée Girot-Pouzol         | Orléaniste                  | Avocat, propriétaire Ancien Sous-Préfet, maire du Broc (1830-1837) Représentant du peuple (1848-1851)                                                                  |
| 1862             | 1871                                  | Jean Clément                              |                             | Juge (Président du Tribunal civil d'Issoire) |
| 1871             | 1882 (décès)                          | Jean Naffre                               |                             | Expert-géomètre Maire d'Issoire (1870-1882) |
| 1882             | 1886                                  | Philippe Audibert                         | Républicain                 | Notaire |
| 1886             | 1886 (annulation)                     | Ernest Verdier                            | Radical                     | Maire d'Issoire |
| 1886             | 1898                                  | Philippe Audibert                         | Républicain                 | Notaire |
| 1898             | 1904                                  | Eugène Gauttier                           | Rad.                        | Épicier en gros Maire d'Issoire (1885-1906), ancien conseiller d'arrondissement                                                                                        |
| 1904             | 1923 (décès)                          | Jules Cibrand                             | Républicain Démocrate       | Avoué Maire d'Issoire (1919-1923) |
| 1923             | 1928                                  | Jean Brunel                               | Républicain Démocrate       | Notaire Maire de Saint-Babel |
| 1928             | 1940                                  | François Albert-Buisson                   | Rad.                        | Industriel Maire d'Issoire (1925-1941) Sénateur (1937-1944) Nommé membre de la Commission administrative départementale en 1941 Nommé conseiller départemental en 1942 |
|                  |                                       |                                           |                             | |
| 1945             | 1961                                  | Roger Fournier                            | SFIO                        | Inspecteur d'assurances Maire de Coudes Sénateur (1948-1952) |
| 1961             | 1968 (décès)                          | Antonin Gaillard                          | Rad.                        | Industriel Maire d'Issoire (1965-1968) |
| 17 novembre 1968 | 1973                                  | Jean Grolier                              | RI puis UDF                 | Médecin Conseiller municipal puis maire d'Issoire (1971-1977) |
| 1973             | 1992                                  | Jacques Lavédrine                         | PS                          | Instituteur Maire d'Issoire (1977-1989) Député (1978-1993) |
| 1992             | 2004                                  | Pierre Pascallon                          | RPR puis UMP                | Professeur d'Université Maire d'Issoire (1989-2008) Député (1986-1988 et 1993-1997)                                                                                    |
| 2004             | 2014 (démission)                      | Robert Chabaud                            | PS (exclu en 2008) puis DVG | 1er adjoint au maire d'Issoire |
| 2014             | 2015                                  | Florence Verdier-Martin                   | DVG                         | Directrice générale des services de la Communauté de communes des Coteaux de l'Allier, Orbeil                                                                          |

### Conseillers d'arrondissement (de 1833 à 1940)
| Période                                  | Période | Identité                      | Étiquette | Qualité |
| ---------------------------------------- | ------- | ----------------------------- | --------- | --- |
| 1833                                     | 1834    | Guillaume Triozon (1792-1874) |           | Maire d'Issoire                                                                                             |
| 1834                                     | 1848    | Antoine Gabriel Brunel        |           | Médecin à Issoire, ancien Sous-Préfet de Brioude (Haute-Loire)                                              |
| 1848                                     | 1852    | Charles Émery                 |           | Avoué, Premier adjoint au maire d'Issoire                                                                   |
| 1852                                     | 1858    | Antoine Vernière-Brès         |           | Médecin à Issoire                                                                                           |
| 1858                                     | 1862    | Édouard Teyras                |           | Propriétaire à Coudes                                                                                       |
| 1862                                     | 1871    | Jean-Jacques-Alfred Passion   |           | Juge au Tribunal civil d'Issoire                                                                            |
| 1871                                     | 1880    | Victor Fauchery (1845-1904)   |           | Propriétaire à Flat                                                                                         |
| 1880                                     | 1886    | Auguste Savoureux             |           | Docteur en médecine, maire de Coudes                                                                        |
| 1886                                     | 1892    | Eugène Gauttier               | Radical   | Épicier en gros, maire d'Issoire (de 1885 à 1906)                                                           |
| 1892                                     | 1901    | Alfred Boëtte                 |           | Agent d'assurances à Issoire                                                                                |
| 1901                                     | 1907    | Antoine Daureille             |           | Adjoint au maire d'Issoire                                                                                  |
| 1907                                     | 1919    | Pierre Boyer                  | Radical   | Maire d'Issoire (de 1906 à 1919)                                                                            |
| 1919                                     | 1925    | Gabriel Martin                |           | Avoué à Issoire                                                                                             |
| 1925                                     | 1940    | Pierre-Antoine Rouvet         | Radical   | Huissier, Président du Conseil d'arrondissement, adjoint puis maire (1923-1925) d'Issoire                   |
| 1940                                     |         |                               |           | Les conseils d'arrondissement ont été suspendus par la loi du 12 octobre 1940 et n'ont jamais été réactivés |
| Les données manquantes sont à compléter. |         |                               |           | |

### Conseillers départementaux à partir de 2015
| Période élective | Période élective | Mandat | Mandat   | Identité         | Nuance | Nuance | Qualité |
| ---------------- | ---------------- | ------ | -------- | ---------------- | ------ | ------ | --- |
| 2015             | 2021             | 2015   | 2021     | Bertrand Barraud |        | LR     | Vétérinaire Maire d'Issoire, président de la communauté de communes Issoire Communauté                                                                     |
| 2015             | 2021             | 2015   | 2021     | Jocelyne Bouquet |        | LREM   | Infirmière, ancienne première adjointe au maire du Broc |
| 2021             | 2028             | 2021   | en cours | Bertrand Barraud |        | LR     | Conseiller sortant 11e vice-président du conseil départemental chargé des relations avec les collectivités territoriales et de l'aménagement du territoire |
| 2021             | 2028             | 2021   | en cours | Isabelle Vallée  |        | DVD    | Cadre du secteur médico-social 6e vice-présidente du conseil départemental chargée de l'habitat et du logement                                             |

### Résultats détaillés

#### Élections de mars 2015
À l'issue du 1er tour des élections départementales de 2015, deux binômes sont en ballottage : Bertrand Barraud et Jocelyne Bouquet (Union de la Droite, 42,72 %) et Daniel Delarbre et Florence Verdier-Martin (DVG, 22,19 %). Le taux de participation est de 53,88 % (8 068 votants sur 14 975 inscrits) contre 52,8 % au niveau départemental et 50,17 % au niveau national.
Au second tour, Bertrand Barraud et Jocelyne Bouquet (Union de la Droite) sont élus avec 56,6 % des suffrages exprimés et un taux de participation de 54,06 % (4 273 voix pour 8 096 votants et 14 975 inscrits).
Jocelyne Bouquet a quitté l'UDI. Elle est à LREM. Elle est non-inscrite au conseil départemental.

#### Élections de juin 2021
Le premier tour des élections départementales de 2021 est marqué par un très faible taux de participation (33,26 % au niveau national). Dans le canton d'Issoire, ce taux de participation est de 35,88 % (5 474 votants sur 15 255 inscrits) contre 36,11 % au niveau départemental. À l'issue de ce premier tour, deux binômes sont en ballottage : Bertrand Barraud et Isabelle Vallee (Union à droite, 67,95 %) et Yves Grailhe et Hélène Pelletier (Union à gauche avec des écologistes, 21,86 %).
Le second tour des élections est marqué une nouvelle fois par une abstention massive équivalente au premier tour. Les taux de participation sont de 34,36 % au niveau national, 37,4 % dans le département et 36,54 % dans le canton d'Issoire. Bertrand Barraud et Isabelle Vallee (Union à droite) sont élus avec 75,31 % des suffrages exprimés (3 954 voix pour 5 576 votants et 15 259 inscrits),,. 

## Composition

### Composition avant 2015
Le canton d'Issoire groupait, avant le redécoupage, 16 communes.
| Nom                     | Code Insee | Codepostal | Superficie (km2) | Population (dernière pop. légale) | Densité (hab./km2) |
| ----------------------- | ---------- | ---------- | ---------------- | --------------------------------- | ------------------ |
| Issoire (chef-lieu)     | 63178      | 63500      | 19,69            | 14 296 (2012)                     | 726                |
| Aulhat-Saint-Privat     | 63018      | 63500      | 8,56             | 412 (2012)                        | 48                 |
| Bergonne                | 63036      | 63500      | 5,75             | 334 (2012)                        | 58                 |
| Le Broc                 | 63054      | 63500      | 17,45            | 640 (2012)                        | 37                 |
| Coudes                  | 63121      | 63114      | 4,66             | 1 164 (2012)                      | 250                |
| Flat                    | 63P01      | 63500      | 4,22             | 499 (2012)                        | 118                |
| Meilhaud                | 63222      | 63320      | 4,47             | 553 (2012)                        | 124                |
| Montpeyroux             | 63241      | 63114      | 3,29             | 351 (2012)                        | 107                |
| Orbeil                  | 63261      | 63500      | 9,65             | 849 (2012)                        | 88                 |
| Pardines                | 63268      | 63500      | 5,18             | 225 (2012)                        | 43                 |
| Perrier                 | 63275      | 63500      | 6,37             | 874 (2012)                        | 137                |
| Saint-Babel             | 63321      | 63500      | 19,31            | 918 (2012)                        | 48                 |
| Saint-Yvoine            | 63404      | 63500      | 8,89             | 548 (2012)                        | 62                 |
| Sauvagnat-Sainte-Marthe | 63411      | 63500      | 6,41             | 501 (2012)                        | 78                 |
| Solignat                | 63422      | 63500      | 11,07            | 474 (2012)                        | 43                 |
| Vodable                 | 63466      | 63500      | 11,68            | 203 (2012)                        | 17                 |

### Composition depuis 2015
Après le redécoupage, le canton d'Issoire comprenait onze communes entières.
À la suite de la création de la commune nouvelle d'Aulhat-Flat au 1er janvier 2016 par regroupement entre Aulhat-Saint-Privat et Flat en Aulhat-Flat, le canton comprend désormais 10 communes entières.
| Nom                             | Code Insee | Intercommunalité        | Superficie (km2) | Population (dernière pop. légale) | Densité (hab./km2) | Modifier                                    |
| ------------------------------- | ---------- | ----------------------- | ---------------- | --------------------------------- | ------------------ | ------------------------------------------- |
| Issoire (bureau centralisateur) | 63178      | CA Agglo Pays d'Issoire | 19,69            | 15 078 (2022)                     | 766                | modifier les données · modifier les données |
| Aulhat-Flat                     | 63160      | CA Agglo Pays d'Issoire | 12,78            | 938 (2022)                        | 73                 | modifier les données · modifier les données |
| Brenat                          | 63051      | CA Agglo Pays d'Issoire | 8,83             | 629 (2022)                        | 71                 | modifier les données · modifier les données |
| Le Broc                         | 63054      | CA Agglo Pays d'Issoire | 17,45            | 632 (2022)                        | 36                 | modifier les données · modifier les données |
| Meilhaud                        | 63222      | CA Agglo Pays d'Issoire | 4,47             | 495 (2022)                        | 111                | modifier les données · modifier les données |
| Orbeil                          | 63261      | CA Agglo Pays d'Issoire | 9,65             | 881 (2022)                        | 91                 | modifier les données · modifier les données |
| Pardines                        | 63268      | CA Agglo Pays d'Issoire | 5,18             | 301 (2022)                        | 58                 | modifier les données · modifier les données |
| Perrier                         | 63275      | CA Agglo Pays d'Issoire | 6,37             | 912 (2022)                        | 143                | modifier les données · modifier les données |
| Saint-Babel                     | 63321      | CA Agglo Pays d'Issoire | 19,31            | 942 (2022)                        | 49                 | modifier les données · modifier les données |
| Saint-Yvoine                    | 63404      | CA Agglo Pays d'Issoire | 8,89             | 555 (2022)                        | 62                 | modifier les données · modifier les données |
| Canton d'Issoire                | 6318       |                         | 112,62           | 21 363 (2022)                     | 190                | modifier les données                        |

## Démographie

### Démographie avant 2015
| 1962   | 1968   | 1975   | 1982   | 1990   | 1999   | 2006   | 2011   | 2012   |
| ------ | ------ | ------ | ------ | ------ | ------ | ------ | ------ | ------ |
| 16 204 | 17 758 | 19 541 | 20 096 | 20 213 | 20 736 | 21 893 | 22 604 | 22 841 |

### Démographie depuis 2015
En 2022, le canton comptait 21 363 habitants, en évolution de +2,12 % par rapport à 2016 (Puy-de-Dôme : +2,1 %, France hors Mayotte : +2,11 %).
| 2013   | 2018   | 2022   |
| ------ | ------ | ------ |
| 20 446 | 21 505 | 21 363 |